# Chierry
Chierry est une commune française située dans le département de l'Aisne en région Hauts-de-France.

## Géographie
Chierry est un village de la vallée de la Marne, situé à 5 km au sud-est de Château-Thierry.

### Hydrographie
La commune est située dans le bassin Seine-Normandie. Elle est drainée par la Marne, l'aqueduc de la Dhuis, le ruisseau de Chierry, le fossé 01 de la Toiterie,,.
La Marne  prend sa source sur le plateau de Langres, dans la commune de Saints-Geosmes (Haute-Marne) et se jette dans la Seine entre Charenton-le-Pont et Alfortville (Val-de-Marne) dans le quartier de Conflans-l'Archevêque. Les caractéristiques hydrologiques de la Marne sont données par la station hydrologique située sur la commune de Château-Thierry. Le débit moyen mensuel est de 223 m3/s. Le débit moyen journalier maximum est de 478 m3/s, atteint lors de la crue du 1er février 2018. Le débit instantané maximal est quant à lui de 484 m3/s, atteint le même jour.
L'aqueduc de la Dhuis est un un aqueduc souterrain d'Île-de-France et d'Aisne, construit entre 1863 et 1865. Il sert à fournir en eau les communes du Val d'Europe, dont le complexe Disneyland Paris à l'est de l'Île-de-France.

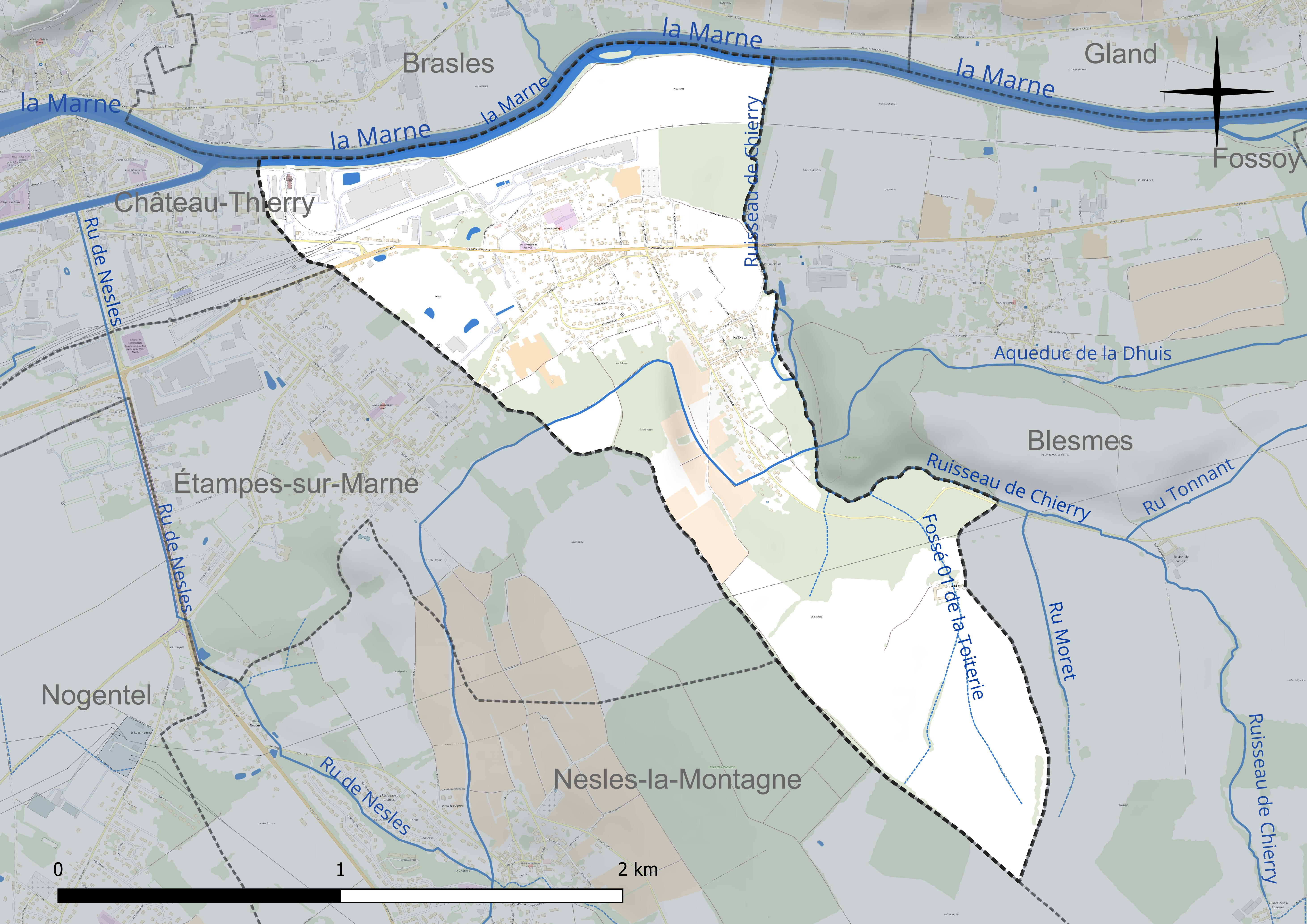
Réseau hydrographique de Chierry.

### Climat
Pour des articles plus généraux, voir Climat des Hauts-de-France et Climat de l'Aisne.
En 2010, le climat de la commune est de type climat océanique dégradé des plaines du Centre et du Nord, selon une étude du CNRS s'appuyant sur une série de données couvrant la période 1971-2000. En 2020, Météo-France publie une typologie des climats de la France métropolitaine dans laquelle la commune est exposée à un climat océanique altéré et est dans la région climatique Nord-est du bassin Parisien, caractérisée par un ensoleillement médiocre, une pluviométrie moyenne régulièrement répartie au cours de l'année et un hiver froid (3 °C).
Pour la période 1971-2000, la température annuelle moyenne est de 10,4 °C, avec  une amplitude thermique annuelle de 15,1 °C. Le cumul annuel moyen de précipitations est de 748 mm, avec 11,3 jours de précipitations en janvier et 8,6 jours en juillet. Pour la période 1991-2020 la température moyenne annuelle observée sur la station météorologique la plus proche, située sur la commune de Blesmes à 2 km à vol d'oiseau, est de 10,6 °C et le cumul annuel moyen de précipitations est de 713,0 mm,. Pour l'avenir, les paramètres climatiques de la commune estimés pour 2050 selon différents scénarios d'émission de gaz à effet de serre sont consultables sur un site dédié publié par Météo-France en novembre 2022.

## Urbanisme

### Typologie
Au 1er janvier 2024, Chierry est catégorisée ceinture urbaine, selon la nouvelle grille communale de densité à 7 niveaux définie par l'Insee en 2022.
Elle appartient à l'unité urbaine de Château-Thierry, une agglomération intra-départementale dont elle est une commune de la banlieue,. Par ailleurs la commune fait partie de l'aire d'attraction de Château-Thierry, dont elle est une commune de la couronne,. Cette aire, qui regroupe 52 communes, est catégorisée dans les aires de moins de 50 000 habitants,.

### Occupation des sols
L'occupation des sols de la commune, telle qu'elle ressort de la base de données européenne d'occupation biophysique des sols Corine Land Cover (CLC), est marquée par l'importance des territoires agricoles (53,3 % en 2018), en diminution par rapport à 1990 (56,1 %). La répartition détaillée en 2018 est la suivante : 
zones urbanisées (36,6 %), terres arables (34,1 %), zones agricoles hétérogènes (18,6 %), forêts (9,6 %), prairies (0,6 %), zones industrielles ou commerciales et réseaux de communication (0,5 %).
L'évolution de l'occupation des sols de la commune et de ses infrastructures peut être observée sur les différentes représentations cartographiques du territoire : la carte de Cassini (XVIIIe siècle), la carte d'état-major (1820-1866) et les cartes ou photos aériennes de l'IGN pour la période actuelle (1950 à aujourd'hui).

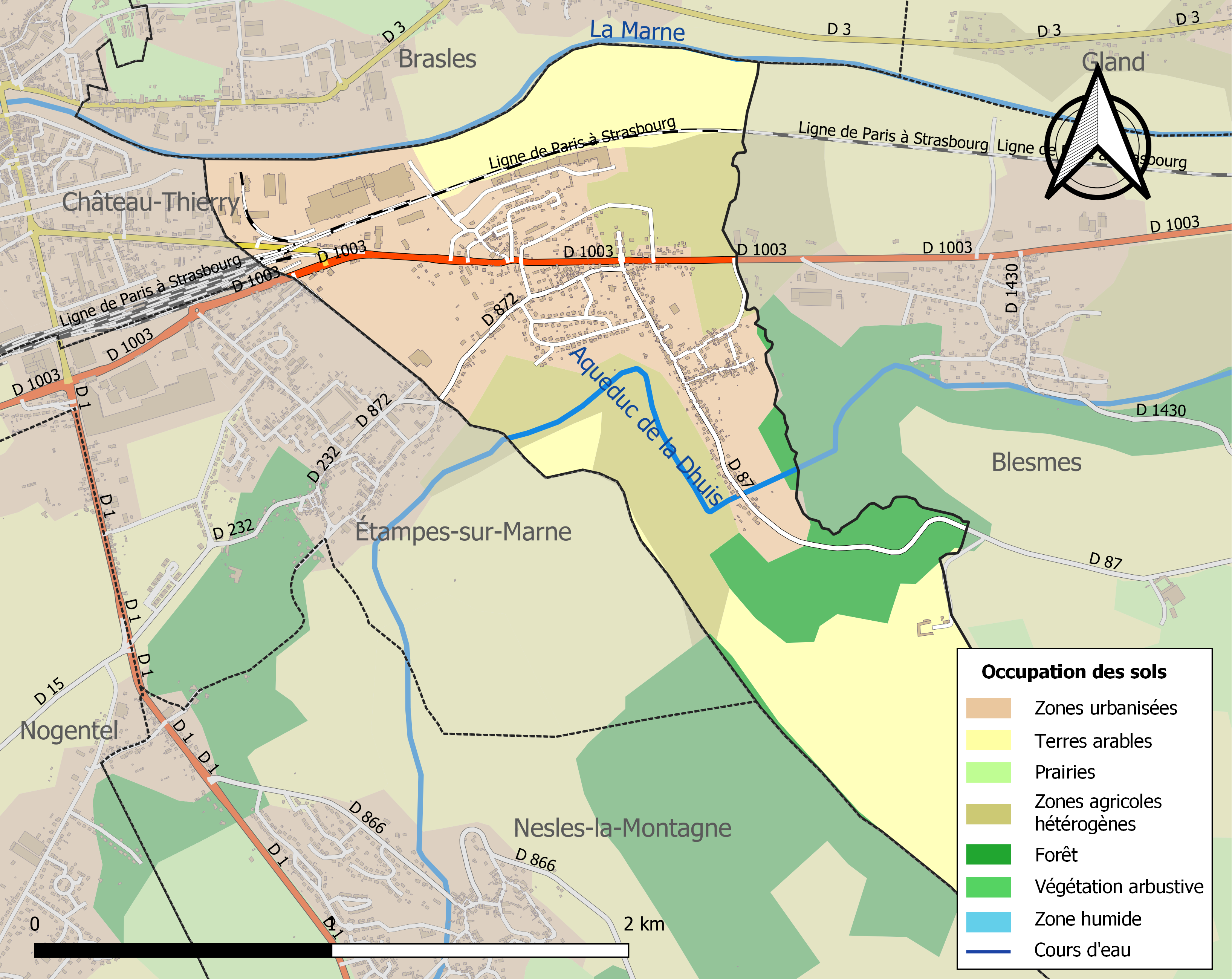
Carte des infrastructures et de l'occupation des sols de la commune en 2018 (CLC).

## Toponymie
Le nom de la localité est attesté sous les formes Chierriacum (1218) ; Chiery (1679) ; Chiary (1719) ; Chiarry (1744).

## Histoire
Melleville, Dictionnaire historique généalogique et géographique du département de l'Aisne, Laon Paris, Conseil général de l'Aisne, 1857, p. 465 :
« CHIERRY, Chierriacum ad Matronam, Cherriacum (XIIIe siècle). — Village de l'ancienne Brie champenoise, bâti dans la vallée de la Marne, sur la rive gauche de cette rivière, à 82 k. au sud de Laon et 2 à l'ouest de Château-Thierry , autrefois de l'intendance de Soissons, des bailliage et élection de Château-Thierry, du diocèse de Soissons, aujourd'hui des canton et arrondissement de Château-Thierry, même diocèse.
— Patronne, la Vierge. — Culture en 1760, 4 charrues comprenant 260 arp. de terres, 26 arp. de prés, plus 40 arp. de vignes et 30 arp. de savarts.
— Population : en 1760, 44 feux ; 1788, 192 h. ; 1800, 233 h. ; 1818 , 216 h. ; 1836 , 232 h. ; 1856 , 280 h.
Seigneurs de Chierry : la seigneurie de Chierry était en 1217 T. Guy de Chierry, en 1260 Eudes dit Oisons, chevalier de Chierry. En 1265 Thomas dit Oisons, chevalier de Chierry.
En dernier lieu, la seigneurie de Chierry était dans les mains de M. Pintrel de Louverny, lieutenant-général au bailliage de Château-Thierry. »

## Politique et administration

### Découpage territorial
La commune de Chierry est membre de la communauté d'agglomération de la Région de Château-Thierry, un établissement public de coopération intercommunale (EPCI) à fiscalité propre créé le 1er janvier 2017 dont le siège est à Étampes-sur-Marne. Ce dernier est par ailleurs membre d'autres groupements intercommunaux.
Sur le plan administratif, elle est rattachée à l'arrondissement de Château-Thierry, au département de l'Aisne et à la région Hauts-de-France. Sur le plan électoral, elle dépend du  canton de Château-Thierry pour l'élection des conseillers départementaux, depuis le redécoupage cantonal de 2014 entré en vigueur en 2015, et de la cinquième circonscription de l'Aisne  pour les élections législatives, depuis le dernier découpage électoral de 2010.

### Administration municipale
| Période    | Période                       | Identité           | Étiquette | Qualité                                    |
| ---------- | ----------------------------- | ------------------ | --------- | ------------------------------------------ |
| 1790       | 1791                          | Adrien Jarrot      |           |                                            |
| 1791       | 1792                          | Nicolas Monnoyer   |           |                                            |
| 1792       | 1794                          | Jean Marci         |           |                                            |
| 1794       | 1795                          | François Rebarre   |           |                                            |
| 1811       | 1826                          | Claude Evrard      |           |                                            |
| 1827       | 1831                          | Jean-Noël Flury    |           |                                            |
| 1831       | 1870                          | Ferdinand Bujot    |           | Pépiniériste Propriétaire                  |
| avant 1875 | après 1876                    | Ferton Charles     |           | Pépiniériste                               |
| mars 2001  | mai 2020                      | Roberte Lajeunesse | DVG       | Retraitée Réélue pour le mandat 2014-2020, |
| mai 2020   | En cours (au 12 juillet 2020) | Jean-Marc Sclavon  |           |                                            |

Charles Ferton père (né le 5 mai 1827, Épernay - mort le 18 février 1883, Chierry) fut conseiller général de l'Aisne et maire de Chierry. Membre fondateur de la société d'agriculture et d'horticulture de Château-Thierry, il semble être le père du célèbre entomologiste Charles Ferton.

## Démographie
L'évolution du nombre d'habitants est connue à travers les recensements de la population effectués dans la commune depuis 1793. Pour les communes de moins de 10 000 habitants, une enquête de recensement portant sur toute la population est réalisée tous les cinq ans, les populations de référence des années intermédiaires étant quant à elles estimées par interpolation ou extrapolation. Pour la commune, le premier recensement exhaustif entrant dans le cadre du nouveau dispositif a été réalisé en 2006.

En 2022, la commune comptait 1 169 habitants, en évolution de +6,56 % par rapport à 2016 (Aisne : −1,97 %, France hors Mayotte : +2,11 %).
| 1793 | 1800 | 1806 | 1821 | 1831 | 1836 | 1841 | 1846 | 1851 |
| ---- | ---- | ---- | ---- | ---- | ---- | ---- | ---- | ---- |
| 195  | 233  | 229  | 216  | 229  | 232  | 254  | 248  | 270  |

| 1856 | 1861 | 1866 | 1872 | 1876 | 1881 | 1886 | 1891 | 1896 |
| ---- | ---- | ---- | ---- | ---- | ---- | ---- | ---- | ---- |
| 280  | 300  | 312  | 286  | 312  | 292  | 290  | 275  | 290  |

| 1901 | 1906 | 1911 | 1921 | 1926 | 1931 | 1936 | 1946 | 1954 |
| ---- | ---- | ---- | ---- | ---- | ---- | ---- | ---- | ---- |
| 313  | 334  | 414  | 502  | 538  | 534  | 600  | 541  | 626  |

| 1962 | 1968  | 1975  | 1982  | 1990  | 1999  | 2006  | 2011  | 2016  |
| ---- | ----- | ----- | ----- | ----- | ----- | ----- | ----- | ----- |
| 844  | 1 009 | 1 170 | 1 117 | 1 120 | 1 034 | 1 050 | 1 048 | 1 097 |

| 2021  | 2022  | - | - | - | - | - | - | - |
| ----- | ----- | - | - | - | - | - | - | - |
| 1 157 | 1 169 | - | - | - | - | - | - | - |

## Culture locale et patrimoine

### Lieux et monuments

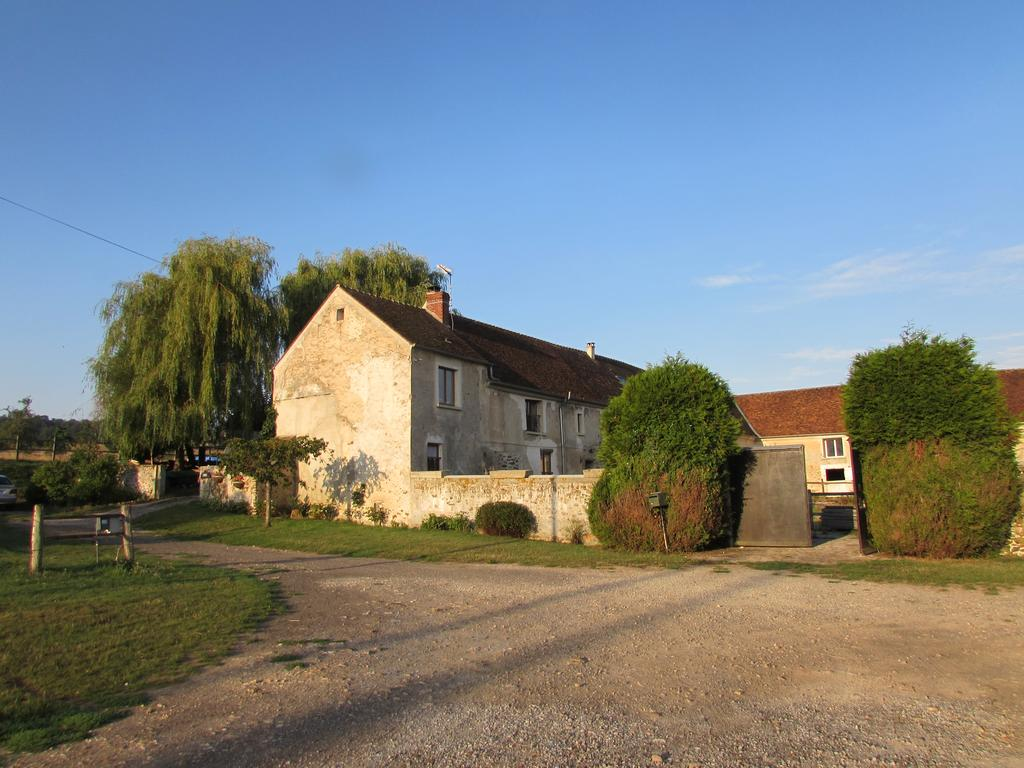
Chierry - Ferme de la Tuéterie.

- Ferme de la Tuêterie. Ferme ayant appartenu à Jean de La Fontaine au XVIIe siècle, surnommée Ferme Renard. Le propriétaire d'aujourd'hui l'a transformée en chambres d'hôtes. Il paraît qu'à l'époque, le poète profitait de la chaleur du four à pain pour y conter fleurette. Sa construction date du XVe siècle et s'étend sur 25 hectares de pâtures vallonnées et arborées, située près du chemin de grande randonnée GR14 guidant la Dhuis au travers de magnifiques balades longeant les vallons parsemés de bois et de vignes de la vallée de la Marne.

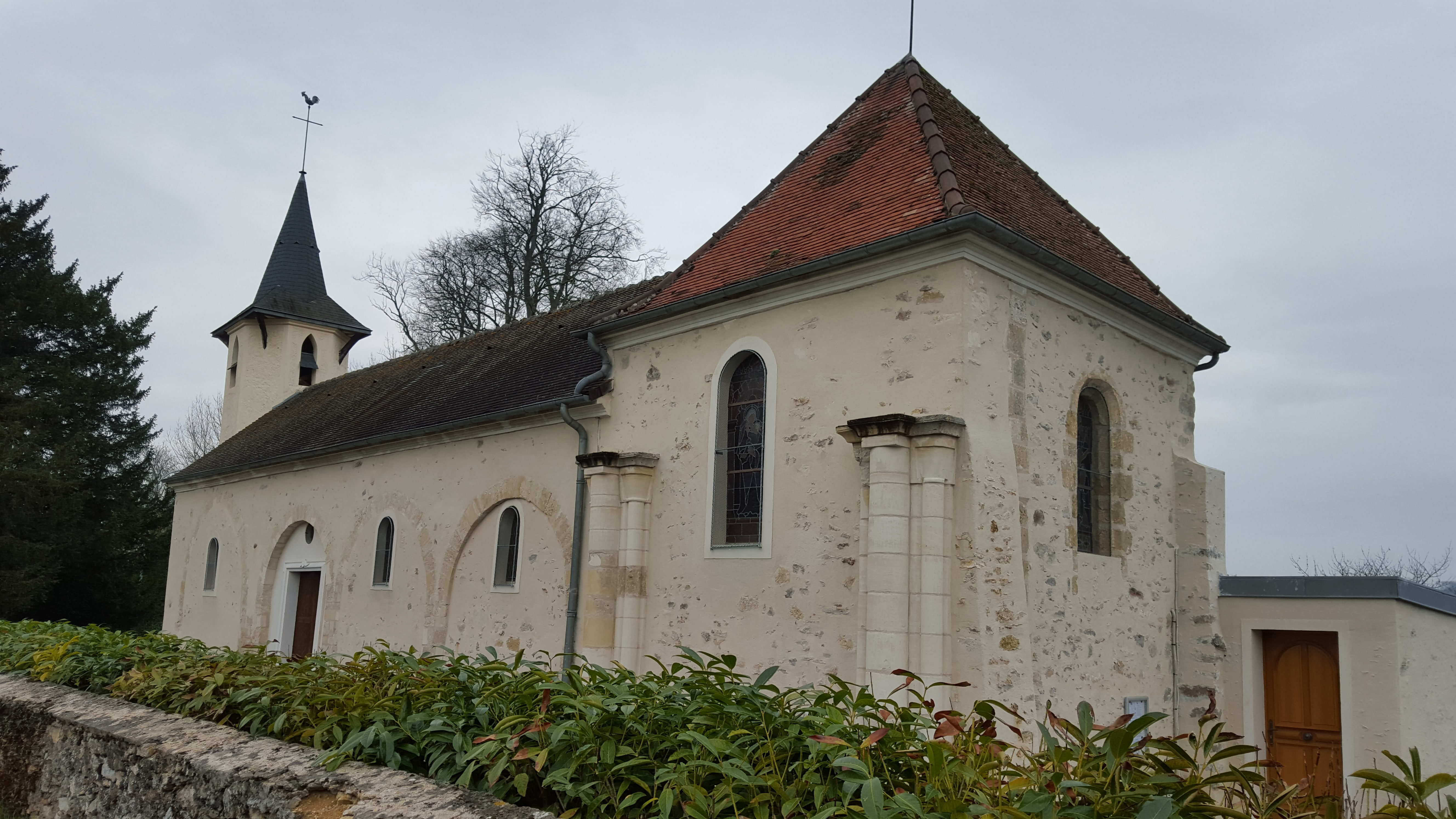
Chierry - Église Saint-Leu.

- Église Saint-Leu. En 1628, le père de Jean de La Fontaine fut parrain d'une des cloches.

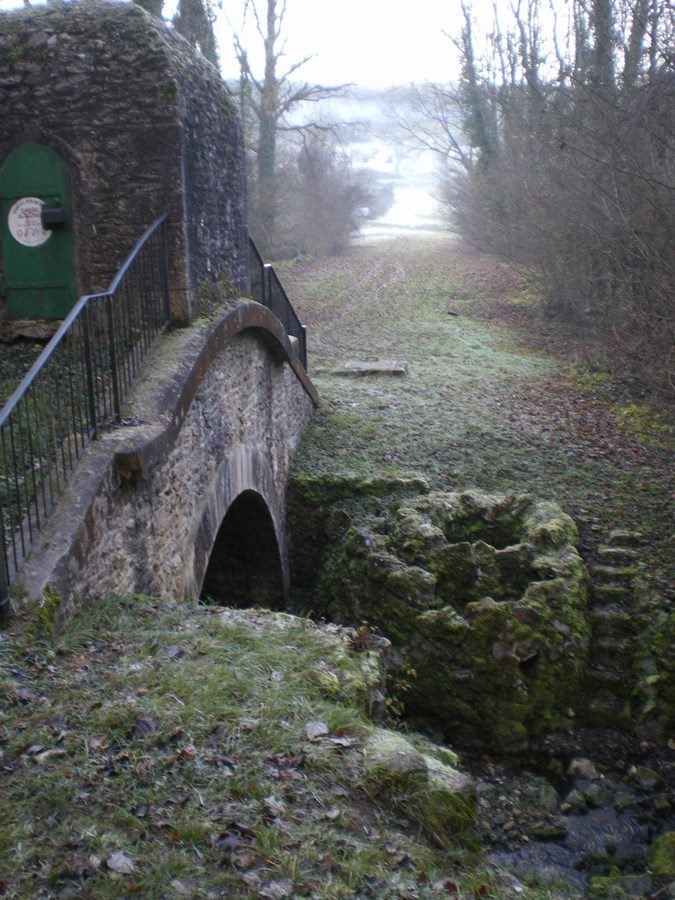
Chierry - Siphon de la Dhuis, Bois Pierre.

- Siphon de la Dhuis, Bois Pierre. L'aqueduc de la Dhuis est un aqueduc souterrain d'Île-de-France et d'Aisne en France, construit entre 1863 et 1865 pour alimenter Paris en eau potable à partir de la Dhuis, il parcourt 130 km presque à l'horizontale, de la commune de Pagny la Dhuis, pour aboutir au réservoir de Ménilmontant. L'aqueduc franchit 21 vallées d'une profondeur comprise entre 20 et 73 m au moyen d'autant de siphons. Le siphon, situé dans le Bois Pierre, entre les communes de Blesmes et Chierry, est l'un d'entre eux.

### Personnalités liées à la commune
- Charles Ferton (1856-1921), entomologiste français, y est né.

## Pour approfondir